# Shen Baozhen
Shen Baozhen (chino:沈葆楨; pinyin: Shěn Bǎozhēn; Wade-Giles: Shen Pao-chen; 1820-1879) fue un funcionario chino durante la dinastía Qing.

## Biografía
Nació en Minhou, provincia de Fujian. Consiguió la mejor puntuación en los exámenes imperiales en 1847 y poco después se unió a la Academia Hanlin.
Sus vastas habilidades administrativas atrajeron la atención de Zheng Guofan, quien le reclutó en la campaña para reprimir la rebelión Taiping.
Después de contrarrestar la rebelión en 1864, Shen se vio activamente envuelto en el movimiento de autofortalecimiento, y más tarde trabajó en el Arsenal de Fuzhou en Fuzhou. Allí estableció el Qiushi Tang Yiju (求是堂藝局), que se convirtió en la Escuela de Navegación de Fuzhou, y usó las habilidades de técnicos y trabajadores franceses –siendo notable Prosper Giquel– para construir barcos de guerra modernos para la Armada Imperial previo a la destrucción del arsenal y la misma flota durante la batalla de Fuzhou de la guerra franco-china entre 1883 y 1885. A su vez, también mejoró el sistema de recolección de impuestos en la provincia de Jiangxi.
También tomó parte en la obtención de un tratado de paz con Japón, seguido del incidente de Mudan con la invasión japonesa de Taiwán en respuesta a los ataques imperiales a la soberanía de las tribus nativas de la isla. Shen fue designado virrey de Liangjiang en 1875. Visitó personalmente Taiwán y reformó su administración. La isla estaba conformada por la única prefectura de Taiwán (Tainan); las tres subprefecturas de Tamsui, Penghu y Kemalan; y los cuatro condados de Taiwán, Fengshan, Chiayi y Changhua. Shen compuso 2 prefecturas, 4 subprefecturas y 4condados, haciendo los territorios más pequeños y fáciles de administrar. Además lanzó una campaña militar contra los aborígenes y comenzó un programa de edificación al sur de Taiwán con la intención de establecer una presencia Qing más fuerte y impedir que japoneses o europeos colonizasen la zona. Murió en el cargo en 1879. Fue galardonado póstumamente con el título de Guardián Mayor del Heredero Evidente.
Es recordado en las historias europeas principalmente  por su oposición al Ferrocarril Woosung, el cual compró y desmanteló en su primer año de operación, limitando el desarrollo de Shanghái durante veinte años. Shanghái permaneció aislada de la creciente red ferroviaria hasta la reconstrucción de la línea en 1989 y su consiguiente extensión hasta Nanjing en 1908.
Shen se casó con Lin Puqing (林普晴; 1821–77), la tercera hija de Lin Zexu. Lin exhibió un gran coraje y determinada tenacidad durante el asedio de los rebeldes taiping en Guangxin cuando vendó a las tropas, cocinó para ellas y se cortó un dedo para escribir un mensaje con sangre.